# Bruchweiler (Bruchweiler-Bärenbach)
Bruchweiler ist der größere Ortsteil westlich der Wieslauter der im rheinland-pfälzischen Landkreis Südwestpfalz liegenden Gemeinde Bruchweiler-Bärenbach.

## Lage
Bruchweiler liegt im westlichen Gemeindegebiet mitten im Wasgau, wie der Südteil des Pfälzerwaldes auch genannt wird. Der Ort bildet denjenigen Teil der Ortsgemeinde, der sich orographisch rechts der Wieslauter befindet. Der Wöllmersbach durchfließt den nördlichen Teil des Siedlungsgebiets.

## Geschichte
Die erstmalige urkundliche Erwähnung des Ortes fand im Jahr 1465 als Bruchwilre im Kopialbuch der Burg Berwartstein statt. Fünf Jahre später werden eine Kapelle und eine Kaplanei vor Ort erwähnt. 1545 lebten in Bruchweiler insgesamt acht Familien. Im Zuge der Kampfhandlungen des Dreißigjährigen Kriegs blieben 1633 lediglich zwei Familien übrig.
Von 1798 bis 1814, als die Pfalz Teil der Französischen Republik (bis 1804) und anschließend Teil des Napoleonischen Kaiserreichs war, war Bruchweiler in den Kanton Dahn eingegliedert. 1815 wurde der Ort Österreich zugeschlagen. Bereits ein Jahr später wechselte Bruchweiler in das Königreich Bayern. Ab 1818 war der Ort Bestandteil des Landkommissariat Pirmasens, das 1862 in ein Bezirksamt umgewandelt wurde. 1828 wurde Bruchweiler mit der Nachbargemeinde Bärenbach zu Bruchweiler-Bärenbach zusammengelegt. 1969 wurde der Ort Bestandteil der Ortsgemeinde Wieslautern, ehe diese 20 Jahre später wieder aufgelöst wurde. Inzwischen wird Bruchweiler nicht mehr als eigenständige Siedlung wahrgenommen.